# ジョー・コルディナ
ジョー・コルディナ（Joe Cordina、1991年12月1日 - ）は、ウェールズのプロボクサー。カーディフ出身。元IBF世界スーパーフェザー級王者。ジョー・コーディナとも表記される。

## 来歴

### アマチュア時代
2011年9月、アゼルバイジャン共和国のバクーで行われた世界ボクシング選手権にライト級(60kg)で出場し、1回戦でドイツのユーゲン・バーハルトに7-13のポイントで敗れ敗退。
2013年6月、ベラルーシのミンスクで行われたヨーロッパアマチュアボクシング選手権にライト級(60kg)で出場し、1回戦で敗退。同年10月、カザフスタンのアルマトイで行われた世界ボクシング選手権にライト級(60kg)で出場し、1回戦で敗退。
2014年、スコットランドのグラスゴーで行われたコモンウェルスゲームズにライト級で出場し、準決勝でスコットランドのチャーリー・フリンに僅差の判定で敗れ銅メダルを獲得した。
2015年8月、ブルガリアのサモコフで行われたヨーロッパアマチュアボクシング選手権にライト級で出場し、決勝でジョージアのオタン・エラノシアンに勝利し金メダルを獲得した。同年10月、カタールのドーハで行われた世界ボクシング選手権にライト級で出場し、準々決勝でブラジルのロブソン・コンセイソンに敗れた。
2016年8月、リオデジャネイロオリンピックにライト級で出場したが初戦は勝利するも2回戦で敗退した。

### プロ時代

#### ライト級
2017年4月22日、プロデビュー戦を行い4回2分17秒TKO勝ち。白星デビューを飾った。
2018年3月31日、カーディフのプリンシパリティ・スタジアムにてアンソニー・ジョシュア対ジョセフ・パーカーの前座でハキム・ベン・アリとWBAインターナショナルライト級王座決定戦を行い、3回2分41秒TKO勝ちを収め王座を獲得した。
2018年8月4日、カーディフのアイスアリーナ・ウェールズでショーン・ドッドとコモンウェルスイギリス連邦ライト級王座決定戦を行い、12回3-0の判定勝ちを収めインターナショナル王座は初防衛、コモンウェルス王座を獲得した。
2019年4月20日、ロンドンのO2アリーナでアンディ・タウネンドとBBBofC英国ライト級王座決定戦を行い、6回2分51秒TKO勝ちを収めBBBofC王座獲得とコモンウェルス王座の初防衛に成功した。

#### スーパーフェザー級
2019年11月30日、モンテカルロのカジノ・デ・モンテカルロ内サル・メディシンでエンリケ・ティノコとWBAコンチネンタルスーパーフェザー級王座決定戦を行い、10回3-0（98-92×2、96-94）の判定勝ちを収め王座を獲得した。
2022年6月4日、カーディフのモーターポイント・アリーナ・カーディフでIBF世界スーパーフェザー級王者の尾川堅一と対戦し、2回1分15秒KO勝ちを収め王座獲得に成功した。
2022年11月5日にアブダビでIBF世界スーパーフェザー級1位のシャフカッツ・ラヒモフと指名試合を行う予定だったが、コルディナが手を負傷し手術が必要となったことで対戦を見送った。それに伴いIBFは10月3日にコルディナに王座剥奪を通告した。
2023年4月22日、カーディフのカーディフ・インターナショナル・アリーナでIBF世界スーパーフェザー級王者のシャフカッツ・ラヒモフと対戦し、12回2-1（114-113、115-112、111-116）の判定勝ちを収め王座に返り咲いた。
2023年11月4日、モナコ・モンテカルロのカジノ・デ・モンテカルロ内サル・メディシンでIBF世界スーパーフェザー級9位のエドワード・バスケスと対戦し、12回2-0（116-112×2、114-114）の判定勝ちを収め初防衛に成功した。
2024年5月18日、サウジアラビア・リヤドのキングダム・アリーナにてIBO世界スーパーフェザー級王者でIBF世界スーパーフェザー級9位のアンソニー・カカーチェと対戦し、8回39秒TKO負けを喫し2度目の防衛に失敗し王座から陥落、王座統一出来なかった。

#### ライト級復帰
2024年10月12日、サウジアラビア・リヤドのキングダム・アリーナでWBC世界ライト級王者のシャクール・スティーブンソンと対戦し世界2階級制覇での再起を図っていたが、スパーリング中にスティーブンソンが右手を負傷したため、試合は中止となった。

## 戦績
- プロボクシング：19戦 18勝 (9KO) 1敗

| 戦           | 日付           | 勝敗 | 時間    | 内容    | 対戦相手                       | 国籍           | 備考                                                            |
| ------------ | -------------- | ---- | ------- | ------- | ------------------------------ | -------------- | --------------------------------------------------------------- |
| 1            | 2017年4月22日  | ☆    | 4R 2:17 | TKO     | ホセ・アギラール               | ニカラグア     | プロデビュー戦                                                  |
| 2            | 2017年4月29日  | ☆    | 1R 1:59 | TKO     | セルゲイ・ビブ                 | ドイツ         |                                                                 |
| 3            | 2017年5月27日  | ☆    | 1R 終了 | TKO     | ジョシュ・ソーン               | イギリス       |                                                                 |
| 4            | 2017年9月1日   | ☆    | 1R 2:28 | TKO     | ジェイミー・スペイト           | イギリス       |                                                                 |
| 5            | 2017年10月28日 | ☆    | 4R      | 判定    | レステル・カンティジャーノ     | ニカラグア     |                                                                 |
| 6            | 2017年12月13日 | ☆    | 4R 2:19 | TKO     | リー・コネリー                 | イギリス       |                                                                 |
| 7            | 2018年3月31日  | ☆    | 3R 2:41 | TKO     | ハキム・ベン・アリ             | ベルギー       | WBAインターナショナルライト級王座決定戦                         |
| 8            | 2018年8月4日   | ☆    | 12R     | 判定3-0 | ショーン・ドッド               | イギリス       | コモンウェルス英国ライト級王座決定戦 WBAインターナショナル防衛1 |
| 9            | 2019年4月20日  | ☆    | 6R 2:51 | TKO     | アンディ・タウネンド           | イギリス       | BBBofC英国ライト級王座決定戦 コモンウェルス防衛1                |
| 10           | 2019年8月31日  | ☆    | 12R     | 判定3-0 | ギャビン・グウィン             | イギリス       | BBBofC防衛1・コモンウェルス防衛2                                |
| 11           | 2019年11月30日 | ☆    | 10R     | 判定3-0 | エンリケ・ティノコ             | メキシコ       | WBAコンチネンタルスーパーフェザー級王座決定戦                   |
| 12           | 2021年3月20日  | ☆    | 10R     | 判定2-0 | ファルク・クルバノフ           | ベルギー       |                                                                 |
| 13           | 2021年8月14日  | ☆    | 1R 0:53 | KO      | ジョシュア・ヘルナンデス       | アメリカ合衆国 |                                                                 |
| 14           | 2021年12月11日 | ☆    | 10R     | 判定3-0 | ミコ・ハチャトリアン           | ベルギー       | WBAコンチネンタル防衛1                                          |
| 15           | 2022年6月4日   | ☆    | 2R 1:15 | KO      | 尾川堅一（帝拳）               | 日本           | IBF世界スーパーフェザー級タイトルマッチ→剥奪                    |
| 16           | 2023年4月22日  | ☆    | 12R     | 判定2-1 | シャフカッツ・ラヒモフ         | タジキスタン   | IBF世界スーパーフェザー級タイトルマッチ                         |
| 17           | 2023年11月4日  | ☆    | 12R     | 判定2-0 | エドワード・バスケス           | アメリカ合衆国 | IBF防衛1                                                        |
| 18           | 2024年5月18日  | ★    | 8R 0:39 | TKO     | アンソニー・カカーチェ         | アイルランド   | IBF陥落                                                         |
| 19           | 2025年7月5日   | ☆    | 10R     | 判定3-0 | ジャレット・ゴンザレス・キロズ | メキシコ       | WBOグローバルライト級王座決定戦                                 |
| テンプレート |                |      |         |         |                                |                |                                                                 |

## 獲得タイトル
- WBAインターナショナルライト級王座
- コモンウェルスイギリス連邦ライト級王座
- BBBofC英国ライト級王座
- WBAコンチネンタルスーパーフェザー級王座
- IBF世界スーパーフェザー級王座（1期目：防衛0=剥奪）
- IBF世界スーパーフェザー級王座（2期目：防衛1）
- WBOグローバルライト級王座